# باغ جهان‌نما
باغ جهان‌نما در شمال شیراز واقع شده است.

## تاریخچه
این باغ همچون سه باغ مشهور دیگر یعنی باغ ارم، باغ دلگشا و باغ تخت در دوره آل مظفر و آل اینجو (قرن هشتم هجری قمری) یعنی قبل از یورش تیمور گورکانی به شیراز در نهایت آبادانی بوده است. ابن عربشاه مورخ دوره تیموری در کتاب عجایب المقدور آنرا زینت الدنیا نامیده است. باغ جهان‌نما در هنگام اقامت تیمور گورکانی در شیراز، همچون سایر باغهای نامدار آن دوره مورد توجه وی واقع شده بطوریکه همانند آنرا در اطراف سمرقند که موطن او بوده احداث و آنرا جهان‌نما نامیده است.
این باغ در دوره صفویه نیز آباد و قابل اهمیت بوده است. شارون و تاورنیه جهانگردان فرانسوی که در دوره صفویه شیراز را دیده‌اند، خیابان زیبایی توصیف کرده‌اند که از تنگ الله اکبر تا بقعه میر علی بن حمزه که محل خیابان حافظ کنونی است ادامه داشته و در دو طرف آن باغهای زیبا و آبادی وجود داشته است.
این باغ کهن‌ترین باغ شیراز است که از آب و رودخانهٔ پُرآوزاهٔ رکنی مشروب می‌شده و در منطقهٔ ویژه ای از شیراز (خیابان حافظ) و در میان آرامگاه حافظ، هفت‌تنان، دروازه قرآن، خواجوی کرمانی، بابا کوهی، باغ ملی، گهواره دید، کتابخانه ملی اسناد و… جای دارد.

## کوشک
کریم خان زند در سال ۱۱۸۵ هجری قمری این باغ را که در زمینهای مقابل جعفرآباد و مصلی قرار داشته حصار کشید و عمارت کوشک را در وسط آن ساخت و در اطراف عمارت خیابان کشیهای زیبا و درختکاری مفصلی بعمل آورد. طرح و اسلوب این باغ را کریمخان نظیر باغ نظر در داخل دارای چهار خیابان و اطراف چهار حوض دو بزرگ و دو کوچک ساخته است. در ضلع جنوبی بقایای آبنمایی به چشم می‌خورد که فواره آن هنوز پابرجاست. این آبنما از جلوی ضلع جنوبی آغاز می‌شود و به حوضی در جلوی بنایی که در دوره قاجاریه و در انتهای ضلع جنوبی احداث گردیده منتهی می‌شود که اخیراً مورد مرمت و بازسازی قرار گرفته است.

## احیا
باغ جهان‌نما در سال ۱۳۸۳ توسط شهرداری شیراز و با همکاری اداره کل میراث فرهنگی استان فارس احیا و مورد بهره‌برداری قرار گرفت.

## در ادبیات فارسی
در سروده‌های شاعران معاصر از نام این باغ یاد شده است:
| گردیده چو ویرانه‌ام امروز |  | پردیسِ جهان‌نمای شیراز |

## نگارخانه

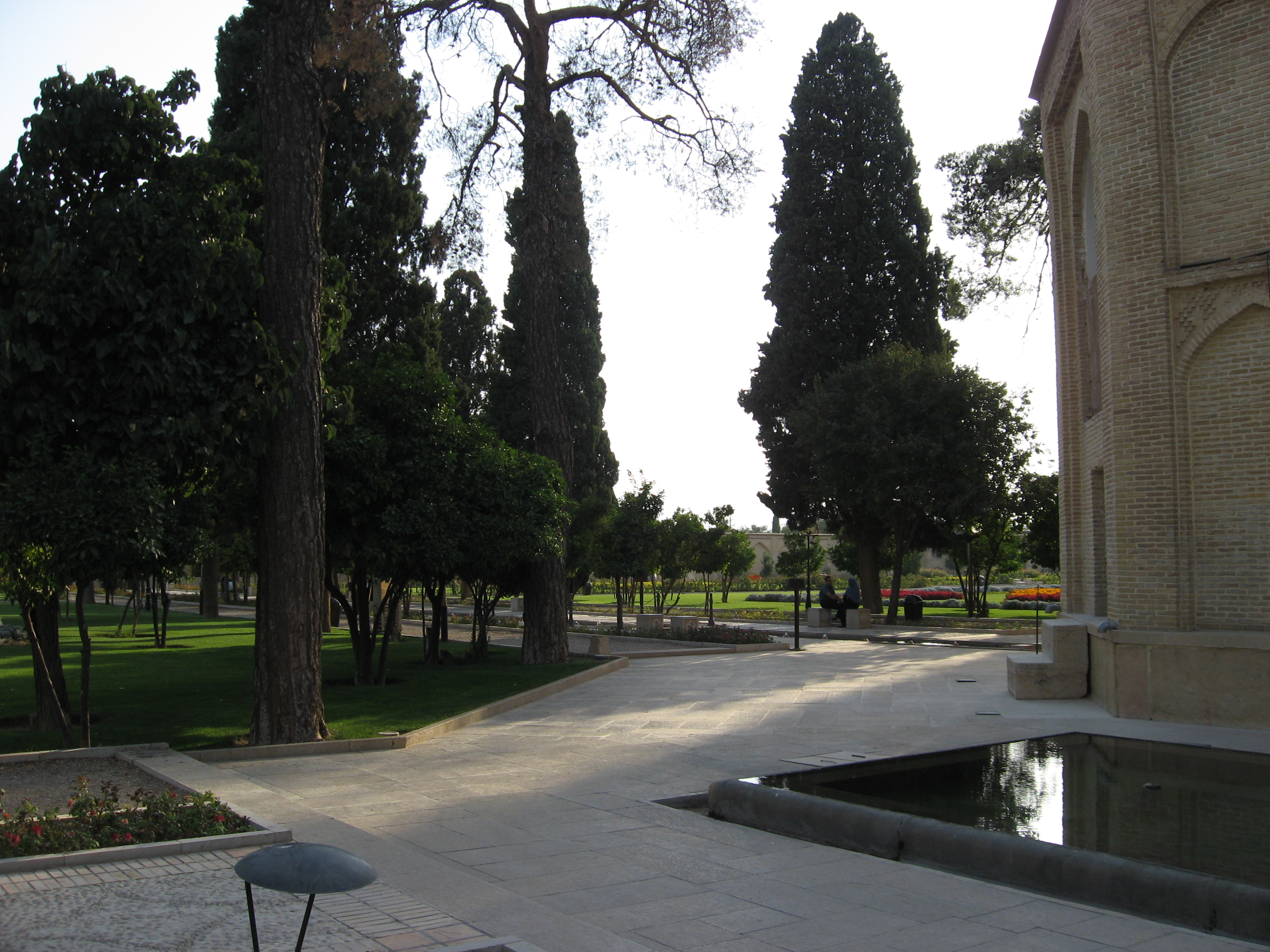
نمایی از باغ
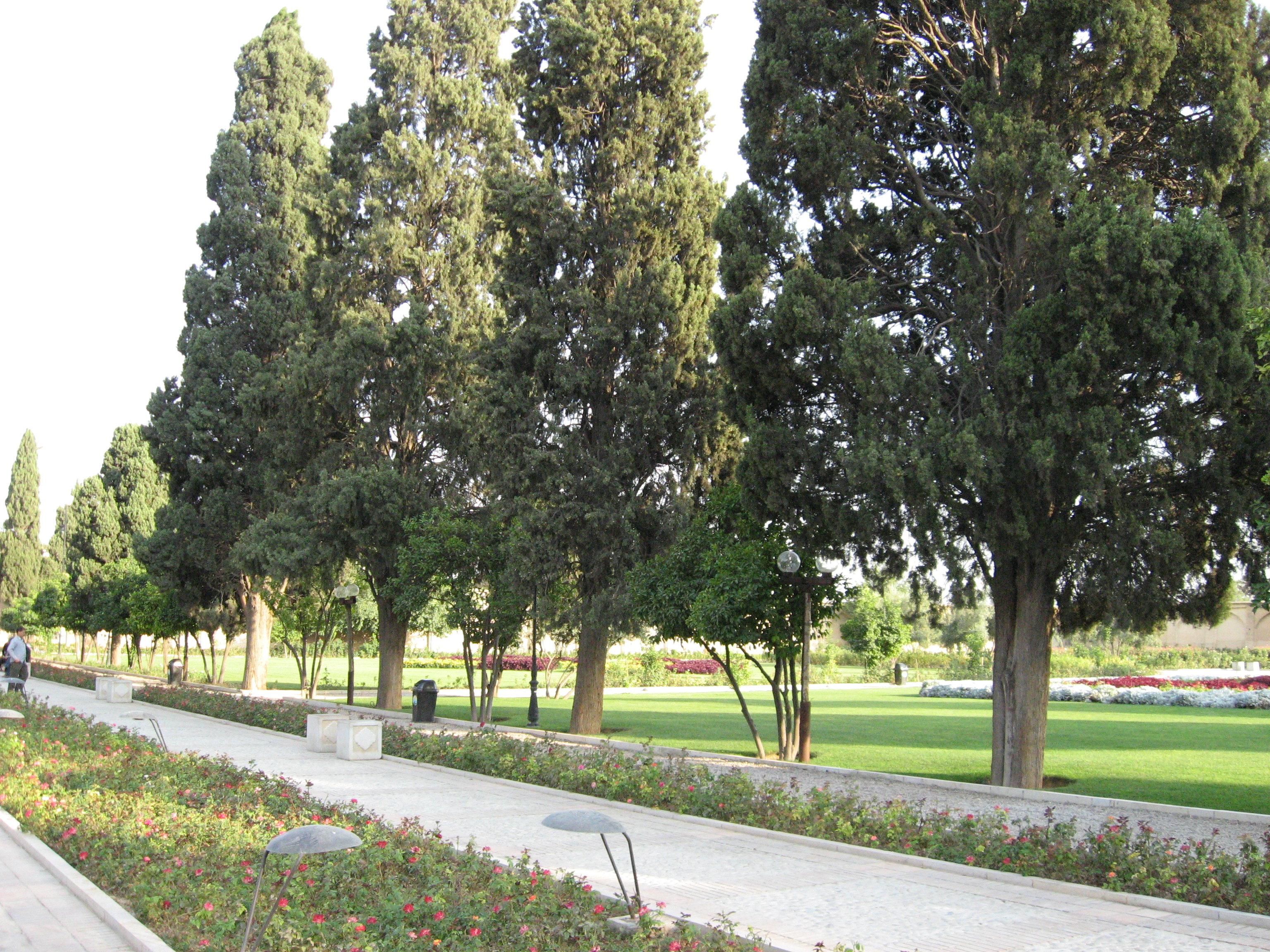
نمایی از باغ
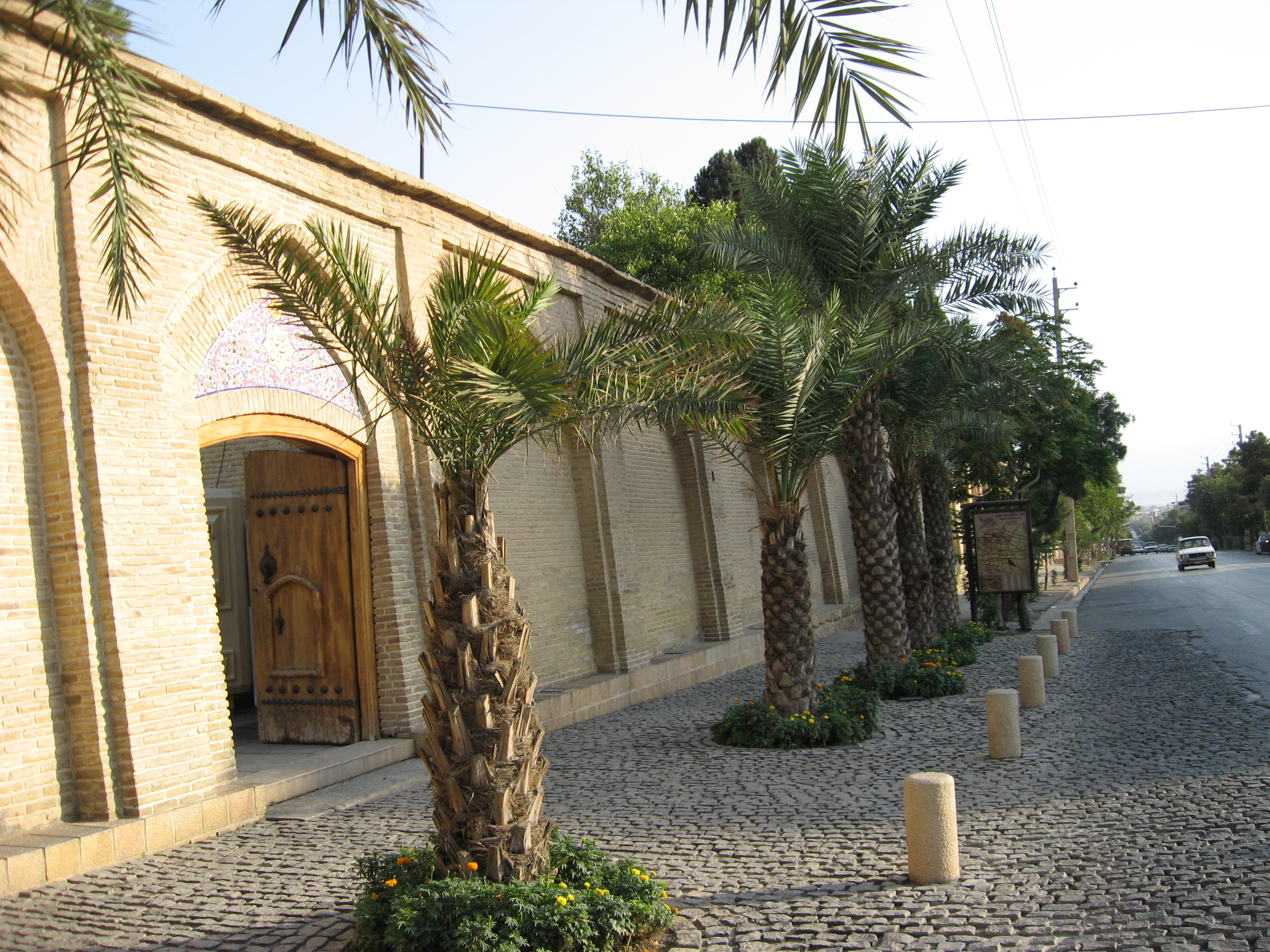
درب ورودی باغ در خیابان حافظ
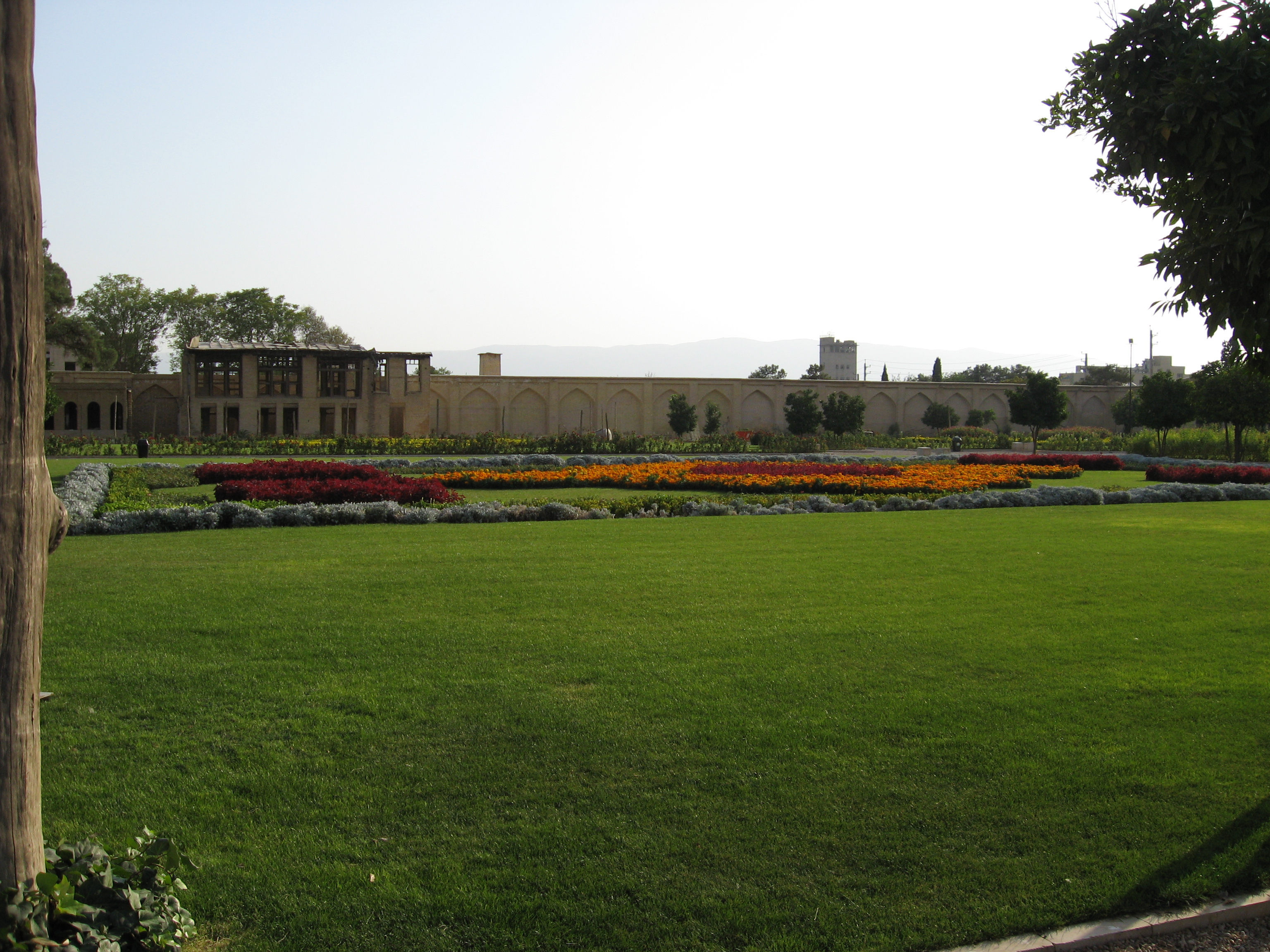
نمایی از باغ
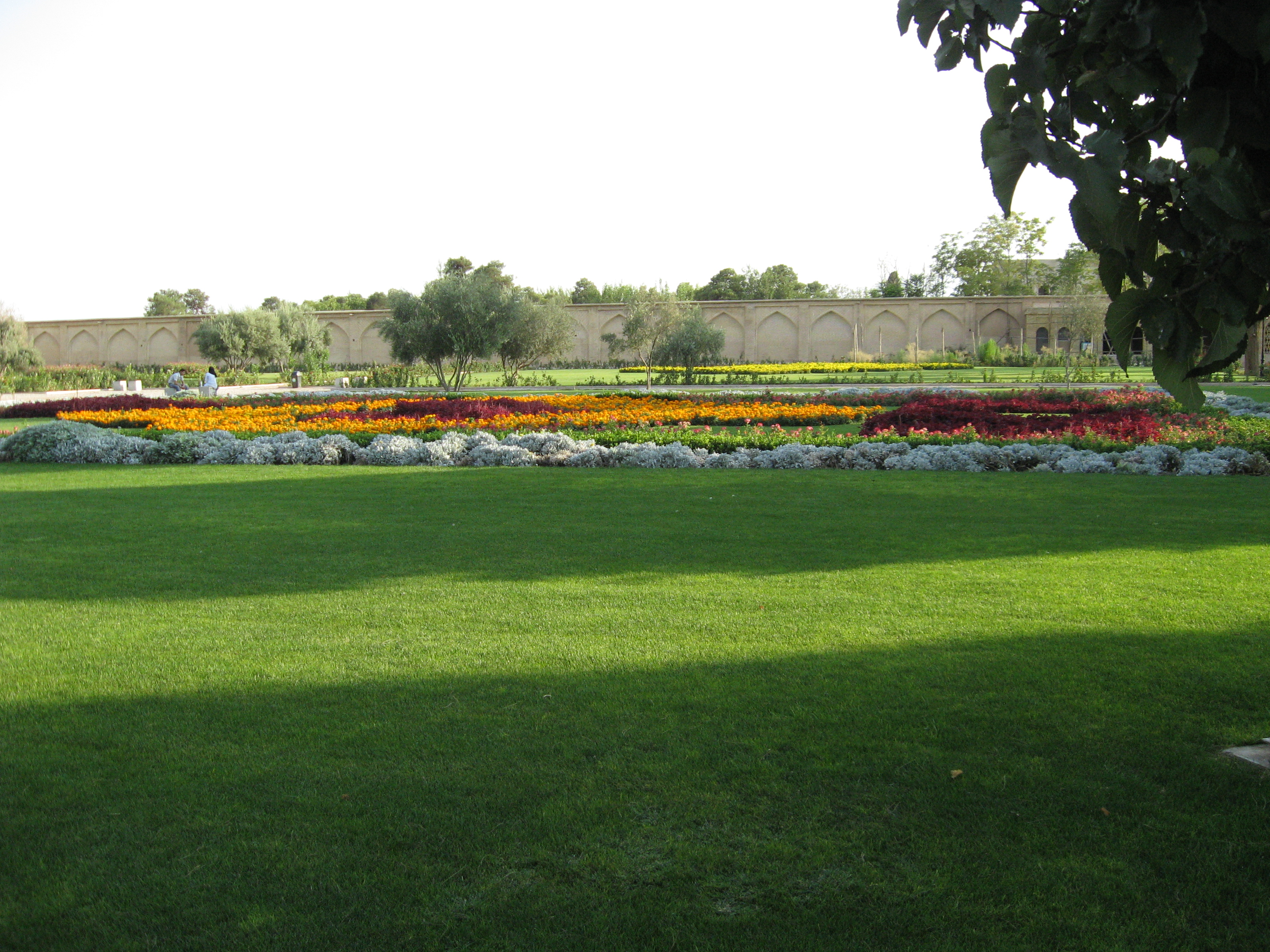
نمایی از باغ
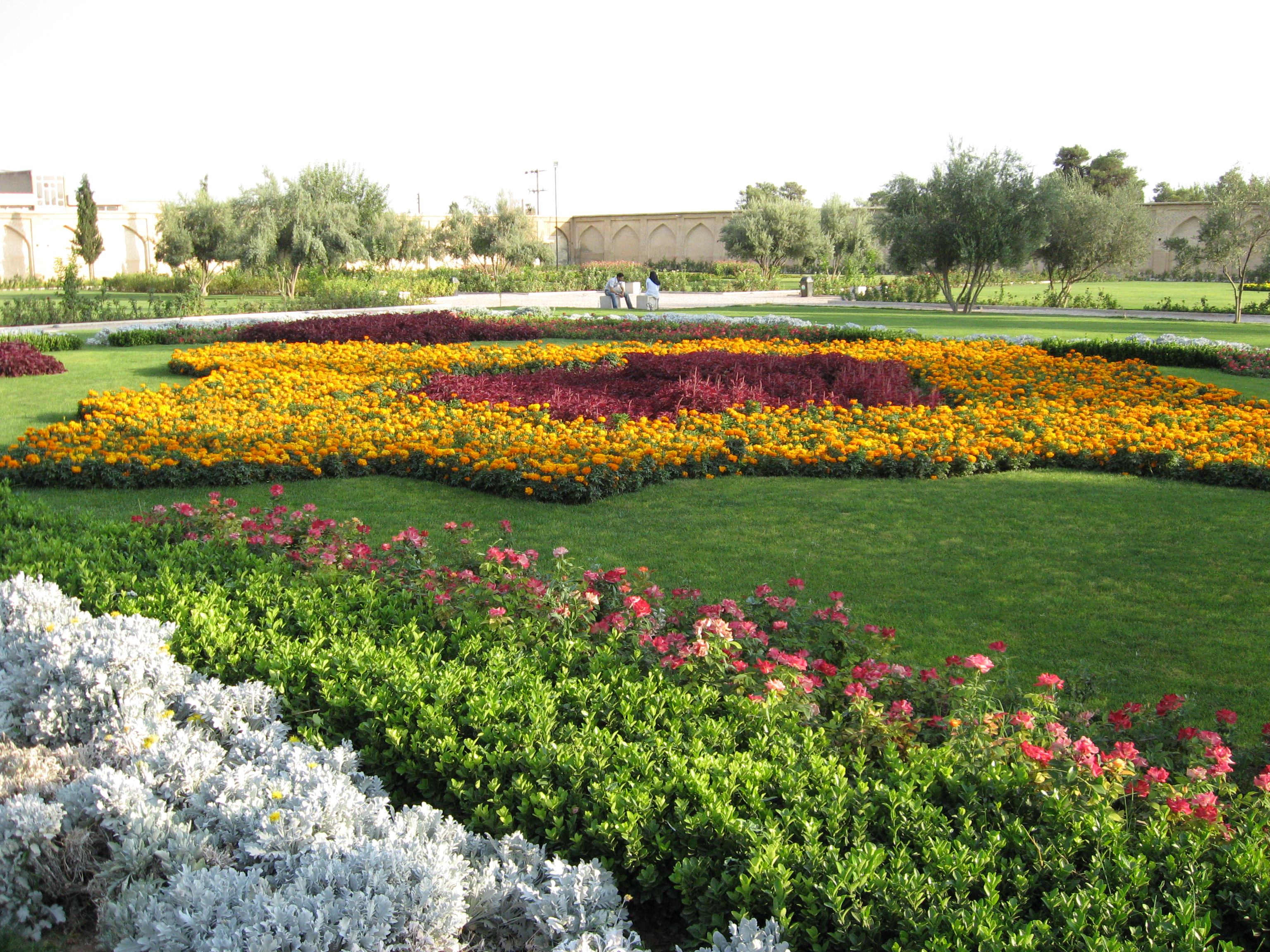
نمایی از باغ
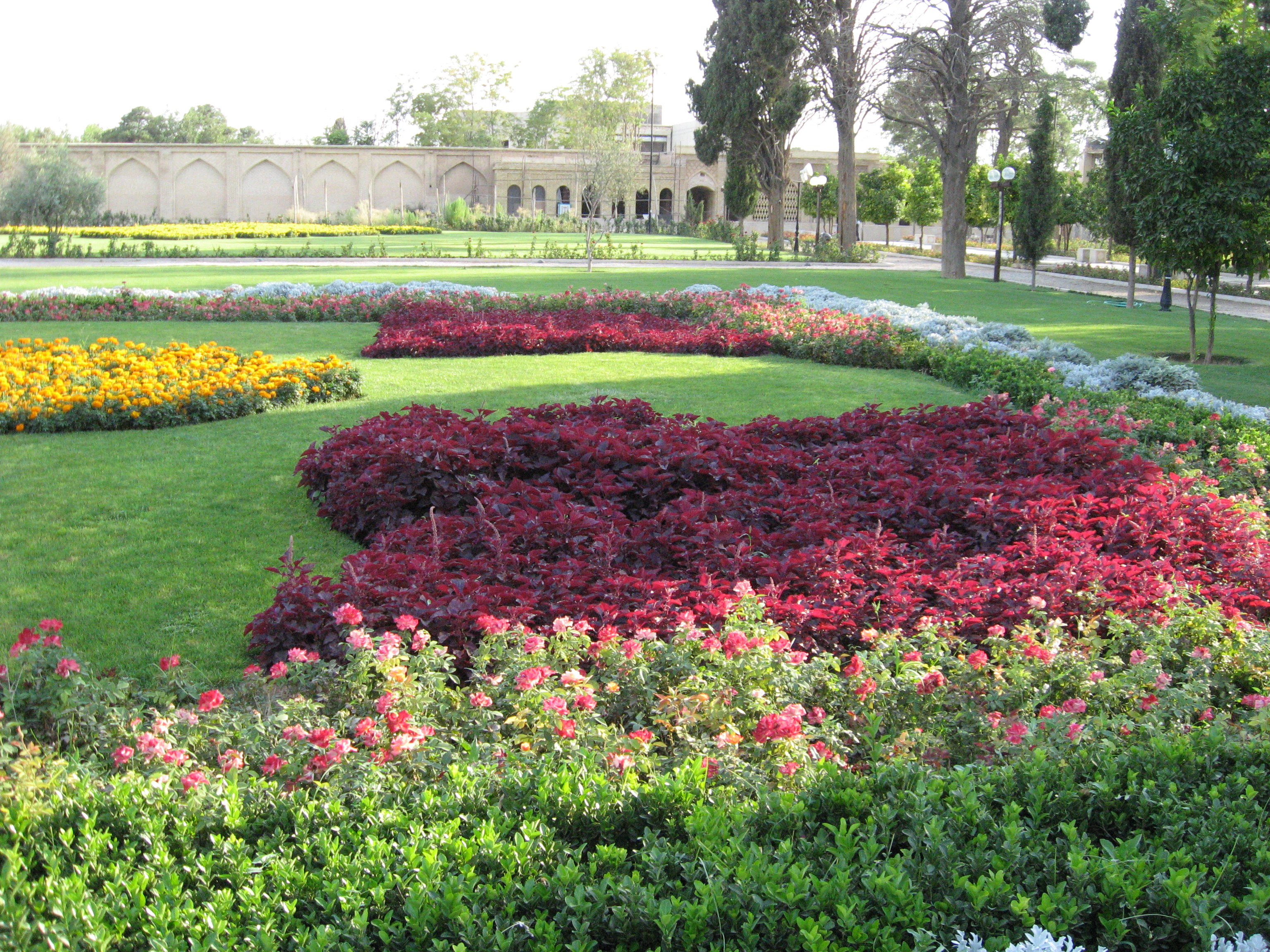
نمایی از باغ
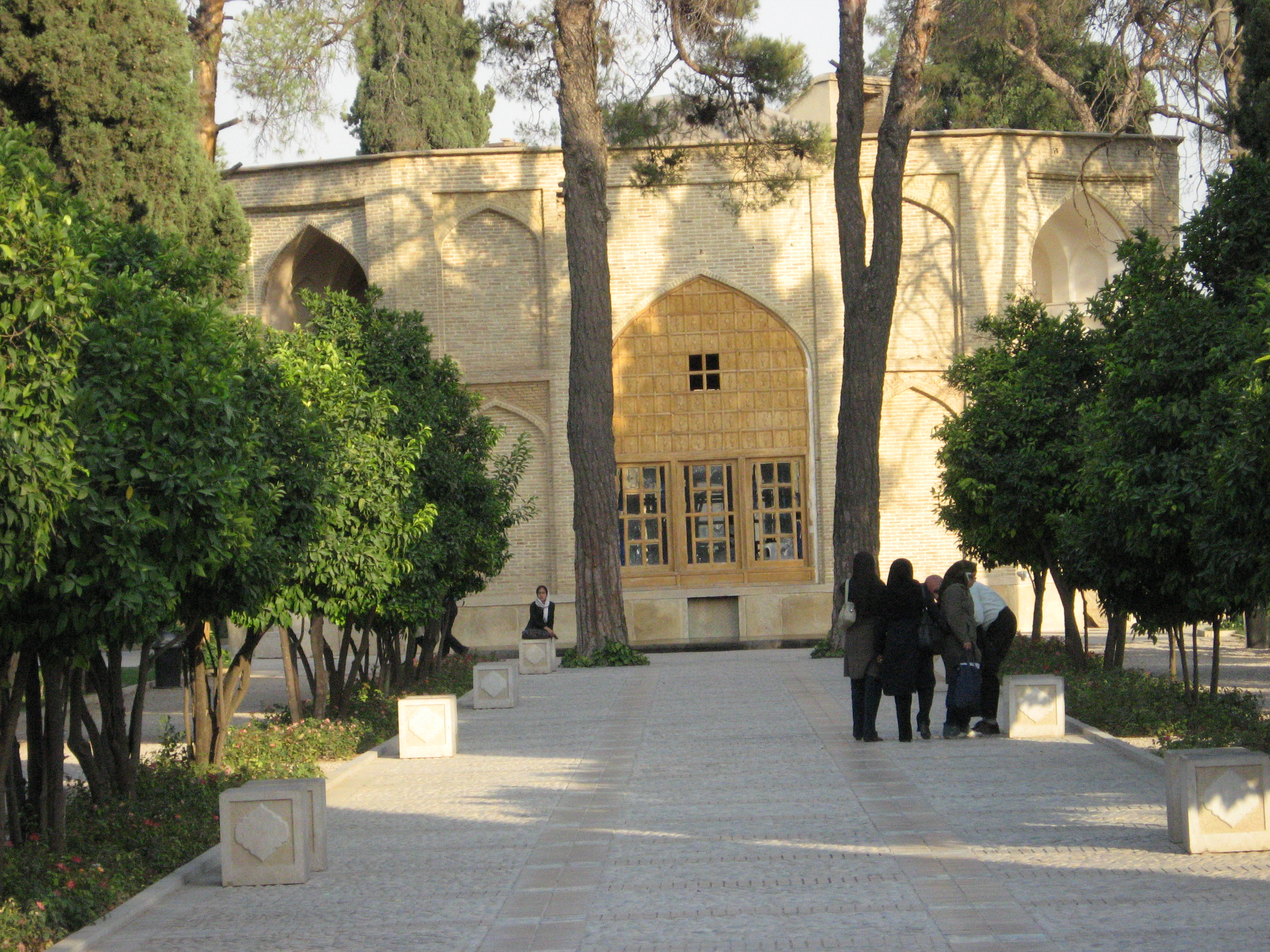
عمارت کوشک در وسط باغ
عمارت کوشک در وسط باغ
عمارت کوشک در وسط باغ
ساختمان داخلی عمارت کوشک
نمایی از باغ